# Танцевальная студия

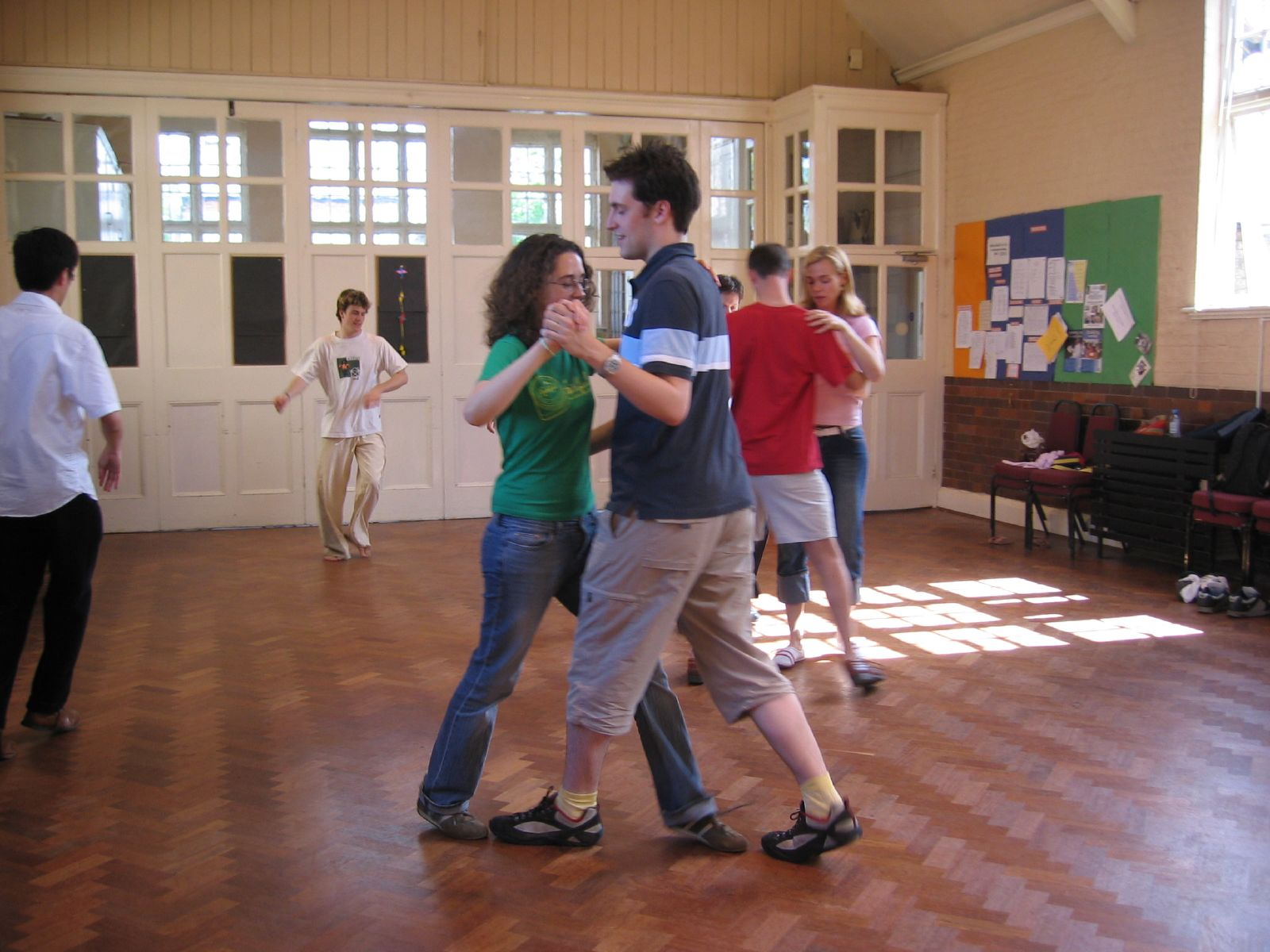
Урок танцев

В мире существует огромное количество разнообразных танцевальных направлений, поэтому, как правило, круг предлагаемых каждой отдельной школой танцевальных программ может быть довольно широк, или наоборот она может специализироваться на каком-то одном типе танцев. Каждая школа танцев самостоятельно выбирает направление своей деятельности. Так, существуют школы, специализирующиеся исключительно на латиноамериканских танцах, таких как мамбо, ча-ча-ча, румба, сальса, меренге, самба. Другие школы могут обучать исключительно классическим танцам — вальсу, танго и другим. Третьи школы отдают предпочтение танцам живота, клубным танцам, ирландским танцам и другим танцевальным направлениям. Так же существуют школы танцев, предлагающие обучиться любому танцу, независимо от его стиля. Обучение танцам проводится обычно два или три раза в неделю по часу. После окончания профессиональной танцевальной карьеры, многие танцоры открывают свои студии.